# Lovászi
Lovászi is een plaats (község) en gemeente in het Hongaarse comitaat Zala. Lovászi telt 1271 inwoners (2007).